# Ghlig Ehl Beye
Ghlig Ehl Beye är en kommun i departementet Djiguenni i regionen Hodh Ech Chargui i Mauretanien. Kommunen hade 5 920 invånare år 2013.